# Se ying diu sau
Se ying diu sau (em cantonês: 蛇形刁手; título no Brasil: Punhos de Serpente) é um filme de artes marciais produzido em Hong Kong em 1978. O filme foi dirigido por Yuen Woo-ping e estrelado por Jackie Chan, Hwang Jang-lee e Yuen Siu-tien.

## Sinopse
Chien Fu é um jovem órfão que trabalha como faxineiro numa academia de Kung Fu. Chien é espancado constantemente pelos professores da academia até que encontra um velho mestre que lhe ensina técnicas do Estilo do Punho da Serpente que lhe permitem defender-se, proteger a escola e por fim ajudar o mestre contra seu perseguidor, um grande mestre do temível clã do Estilo da Garra de Águia.

## Enredo
Chien Fu (Jackie Chan) é um órfão adotado por uma escola de Kung Fu que vive sobrecarregado como seu trabalho de faxineiro na escola. Ele é humilhado frequentemente pelos professores que o tratam como um verdadeiro saco de pancadas ambulante. Chien faz amizade com Pai Chang-tien (Yuen Siu-tien), um velho mendigo, oferecendo-lhe uma refeição e um lugar para ficar. Desconhecido para Chien, o velho mendigo é, na verdade, um dos últimos mestres remanescentes do estilo do Punho da Serpente de Kung Fu. O velho está fugindo do clã do estilo da Garra de Águia, que cruelmente eliminou todos os mestres rivais do estilo da serpente. Vendo que Chien está sendo maltratado no trabalho, o velho ensina a Chien os primeiros passos do estilo da serpente, o que permite evitar os ataques dos professores da escola.
Pai Chang-tien deixa a escola para encontrar um melhor esconderijo. Depois de ter sido abusado mais uma vez, Chien consegue encontrar e convencer o velho mestre a lhe dar mais aulas, que impõe a condição de que o jovem aprendiz não o chame de "sifu" ("mestre"), uma vez que eles são amigos. O verdadeiro motivo, no entanto, é manter a conexão de Chien com ele em segredo de seus perseguidores.
Chien procura aprender rapidamente as técnicas do estilo, demonstrando grande dedicação às lições do mestre Pai Chang-tien. Quando a escola é invadida por mestres rivais do estilo do Louva-a-Deus, para o espanto de todos, Chien derrota facilmente os desafiantes usando as técnicas aprendidas. Infelizmente, um dos andarilhos que testemunham a luta é Sheng Kuan (Hwang Jang-lee), o grande mestre do clã da Garra de Águia, que reconhece o estilo da serpente e decide seguir Chien.
Chien encontra-se com o mestre do clã Garra de Águia que indaga sobre quem lhe ensinou Kung Fu. O mestre mente a Chien dizendo-se ser um amigo do velho mendigo e pede Chien para ajudar a encontrá-lo. Como prova de que também é um mestre, ele facilmente se defende dos ataques de Chien. O jovem Chien percebe então que sua luta em estilo da serpente não é páreo para o estilo do estrangeiro, e, assim, tem a ideia de criar um novo estilo, depois de observar o seu gato de estimação matar uma cobra venenosa.
Chien termina por levar inocentemente o mestre Garra de Águia ao encontro do velho mendigo. Ao perceber que o seu amigo vai morrer nas mãos do estrangeiro, Chien parte em sua defesa e ao fazer isso, é obrigado a utilizar o estilo recém-criado que mescla o punho da serpente com as técnicas de defesa que observou em seu gato de estimação na luta contra a cobra. Com muito esforço, Chien consegue finalmente derrotar o temível mestre Sheng Kuan. Ele anuncia ao velho mestre que vai chamar a sua nova técnica de "Garra de Gato", todavia, o mestre recomenda a Chien que batize o seu novo estilo de "Serpente na Sombra da Águia" (em inglês, Snake in the Eagle's Shadow).

## Elenco
- Jackie Chan - Chien Fu
- Hwang Jang-lee - Sheng Kuan
- Yuen Siu-tien - Pai Chang-tien
- Dean Shek - Professor Li
- Fung Hak-on - Mestre Chao Chi-chih
- Tino Wong - Campeão de três províncias
- Peter Chan - Professor Lian
- Hsu Hsia - Su Chen
- Charlie Chan - Mestre Hung
- Roy Horan - Missionário/Russo
- Fung Ging-man - Professor Chui
- Chiang Kam - Ah Kwai
- Chen Yao-lin - Mestre Hung
- Chen Tien-lung - Campeão de três províncias
- Chan Lung - Professor substituto
- Gam Yam - Chang
- Yuen Yat-choh
- Chiu Chi-ling
- Choi Fai
- Chan Laap-ban